# Parasphyraenops incisus
Parasphyraenops incisus, thường được gọi là cá mú đuôi chĩa, là một loài cá biển thuộc chi Parasphyraenops trong họ Cá mú. Loài này được mô tả lần đầu tiên vào năm 1978.

## Phân bố và môi trường sống
P. incisus có phạm vi phân bố tương đối rộng rãi ở vùng biển Tây Đại Tây Dương. Loài này được tìm thấy từ bang Bắc Carolina, dọc theo bờ biển Hoa Kỳ đến đông nam bang Florida và Bahamas; trải dài đến Đại Antilles quần đảo Virgin; và từ Barranquilla, Colombia đến Bonaire. P. incisus sống xung quanh các rạn san hô trên các sườn dốc ngầm; độ sâu được ghi nhận là khoảng 10 – 200 m, nhưng thường được tìm thấy ở độ sâu khoảng 30 – 60 m.

## Mô tả
P. incisus trưởng thành đạt kích thước khoảng 6 – 7 cm. Thân thon dài, hình điếu xì gà. Mõm ngắn. Thân trên có màu nâu nhạt; thân dưới màu trắng hồng. Cơ thể có 3 sọc nâu: một dọc theo lưng; một từ góc trên của mang đến gốc vây đuôi trên; một từ giữa gốc vây ngực đến gốc vây đuôi dưới. 2 sọc sau kết thúc với một đốm đen trên cuống đuôi. Phần gai vây lưng có rìa trắng. Vây đuôi có thùy trên và dưới màu vàng nâu, vùng trung tâm trong suốt.
Số gai ở vây lưng: 10 (có màng thụt vào giữa các gai); Số tia vây mềm ở vây lưng: 10; Số gai ở vây hậu môn: 3; Số tia vây mềm ở vây hậu môn: 7; Số tia vây mềm ở vây ngực: 17 - 18.
Thức ăn của P. incisus là những loài động vật giáp xác nhỏ. Chúng thường bơi thành những nhóm nhỏ. Loài này hiếm khi được đánh bắt.